# Kohei Nawa
Kohei Nawa est un plasticien japonais né en 1975 à Osaka.

## Biographie
Il vit aujourd'hui à Kyoto.

## Œuvres
Boulogne-Billancourt : il est le créateur de la statue Ether (Egalité) présente depuis juillet 2023 à la pointe de la Seine Musicale. Une miniature de la statue est exposée à l'intérieur de la Seine Musicale.
En 2019, il contribue à un spectacle présenté comme une danse sculputrale, en collaboration avec le chorégraphe Damien Jalet.
Musée du Louvre : de 2018 à 2019, son oeuvre Throne est exposée au musée parisien.
Ses oeuvres sont exposées à Londres, New-York et à Paris.